# Vegetables
(Vegetables, The Beach Boys)
Vegetables (o Vega-Tables) è un brano musicale composto da Brian Wilson e Van Dyke Parks per il gruppo musicale statunitense The Beach Boys. Originariamente incisa per l'abortito progetto Smile, la canzone venne ri-registrata e pubblicata sul loro album del 1967 intitolato Smiley Smile con Al Jardine e Brian Wilson alla voce solista. Successivamente una nuova registrazione della canzone (basata sulla versione originale inedita) venne pubblicata nel 2004 sul disco Brian Wilson Presents Smile, la versione personale di Brian Wilson del famoso album perduto dei Beach Boys. Infine nel 2011 Vega-Tables è stata inserita all'interno del cofanetto The Smile Sessions nella versione originale della canzone ideata per Smile (nonché in molte altre versioni alternative e demo), e pubblicata come secondo singolo estratto dall'album.
Paul McCartney dei Beatles, recatosi in visita ai Beach Boys in studio, si dice abbia contribuito masticando rumorosamente gambi di sedano e carote nella versione originale di Vega-Tables, in seguito pubblicata nelle compilation Good Vibrations: Thirty Years of The Beach Boys (1993) e The Smile Sessions (2011). Sebbene lo stesso McCartney e altri testimoni abbiano notoriamente confermato il fatto, la sua presenza non è verificabile dai nastri originali delle sessioni.

## Il brano

### Origine e storia
La canzone, una bizzarra "ode alle verdure", venne originariamente composta nel 1966 da Brian Wilson e Van Dyke Parks, e registrata nel 1967 durante le celebri sessioni in studio per l'abortito album Smile. In un articolo di giornale dell'epoca, Wilson dichiarò: «Voglio far piacere le verdure alla gente, buon cibo naturale, cibo biologico. La salute è un elemento importante nel cammino dell'illuminazione spirituale. Ma non voglio assolutamente risultare pomposo, quindi adotteremo un approccio satirico». Il biografo David Leaf scrisse che la canzone si basa sull'ipocondria di Wilson dell'epoca e sulle sue manie salutiste.
Dopo la cancellazione di Smile, la traccia venne ri-arrangiata e semplificata per l'inclusione nell'album sostituto Smiley Smile, sorte che toccò anche ai brani Heroes and Villains, Wind Chimes, e Wonderful. Nel finale del brano è possibile ascoltare un frammento della versione originale della canzone preparata per Smile e rimasta inedita. Una sezione mediana di Vegetables venne scartata e pubblicata separatamente come Mama Says sul successivo album del gruppo, Wild Honey.
Nel 1993, la versione originale di Vegetables lasciata incompleta nel 1967, venne ufficialmente pubblicata per la prima volta, insieme ad altro materiale di Smile, grazie all'inclusione nel cofanetto antologico Good Vibrations: Thirty Years of The Beach Boys.

### Registrazione
Tutte le versioni del brano utilizzano il curioso espediente sonoro dello sgranocchiamento di verdure in sottofondo per fornire l'accompagnamento ritmico al brano. Il 10 aprile 1967, durante le sessioni per Smile, Paul McCartney, presente in studio, venne registrato mentre masticava rumorosamente dei gambi di sedano. Come raccontò Al Jardine: «La notte prima di un grosso tour, andai in studio per registrare una traccia vocale [per Vegetables] quando, con mio grande stupore, vi trovai Paul McCartney che lavorava alla console con Brian. E, per breve tempo, i due più influenti gemelli musicali del mondo ebbero l'opportunità di collaborare insieme. Mi ricordo le lunghe attese tra una take e l'altra, e tra strofa e strofa. Brian sembrava stesse perdendo il controllo della situazione. Allora Paul ci parlò dall'interfono e disse qualcosa del tipo: "buona take, Al"».

### Differenti versioni
Della canzone esistono almeno tre differenti versioni ufficiali:
Versione di Smile (1967 - pubblicata in seguito in The Smile Sessions nel 2011)
- Composizione: Brian Wilson (musica)/Van Dyke Parks (testo)
- Durata: 3 min 49 s
- Produzione: Brian Wilson

Versione di Smiley Smile (1967)
- Composizione: Brian Wilson (musica)/Van Dyke Parks (testo)
- Durata: 2 min 07 s
- Produzione: The Beach Boys

Versione di Brian Wilson Presents Smile (2004)
- Composizione: Brian Wilson (musica)/Van Dyke Parks (testo)
- Durata: 2 min 19 s
- Produzione: Brian Wilson

## Cover
- Il brano è stato reinterpretato da Jan and Dean (con il titolo Laughing Gravy) su singolo nel 1968.

- Terry Scott Taylor nell'album tributo a Brian Wilson Making God Smile: An Artists' Tribute to the Songs of Beach Boy Brian Wilson del 2002.

- Il gruppo canadese The Old Soul nel 2005, con un testo lievemente differente. Questa cover include anche un frammento di Mama Says, rendendo il brano più simile alla versione originale di Smile.

- Anche se non propriamente una cover di Vegetables, la canzone Receptacle for the Respectable presente sull'album Rings Around the World dei Super Furry Animals contiene il campionamento del rumore di Paul McCartney che mastica sedano e carote.